# Siège d'Érétrie
Première guerre médique
Le siège d'Érétrie a lieu en -490, lors de la première invasion perse. La ville d'Érétrie, sur l'Eubée, est assiégée par une puissante force persane sous le commandement de Datis et Artapherne.
La première invasion perse se fait en représailles après l'implication des Grecs dans la révolte de l'Ionie, durant laquelle les Érétriens et les Athéniens envoient une armée pour soutenir les villes de l'Ionie, dans le but de renverser le régime persan. Les forces grecques prennent la ville de Sardes et la mettent à sac mais, par la suite, la résistance de l'ennemi les oblige à battre en retraite, non sans avoir subi de lourdes pertes. Le roi perse Darius Ier jure alors de se venger d'Athènes et d'Érétrie.
Après la victoire des Perses à la bataille de Ladé, Darius commence à planifier l'assujettissement de la Grèce. En 490 av. J.-C., il envoie une force opérationnelle navale dirigée par Datis et Artaphernes en mer Égée, afin de soumettre les Cyclades et mener des attaques punitives contre Athènes et Érétrie. Après une campagne réussie en mer Egée, les Perses atteignent l'île d'Eubée au milieu de l'été et procèdent à la préparation du siège, qui dure six jours avant qu'une cinquième colonne de nobles érétriens ne livre Érétrie aux Perses. La ville est pillée et ses habitants sont déportés dans le village d'Ardericca, près de la capitale perse.
Après la prise d'Érétrie, les forces perses se dirigent vers Athènes et débarquent dans la baie de Marathon. Une armée athénienne, résolue à défendre sa cité, marche à leur rencontre et remporte une victoire emblématique lors de la bataille de Marathon, mettant ainsi un terme à la première invasion perse.

## Sources
La principale source sur les guerres gréco-persanes provient de l'historien grec Hérodote. Né en 484 av. J.-C. à Halicarnasse, en Asie Mineure (alors sous domination perse), il est considéré par les intellectuels de son époque comme le « père de l'histoire ». Dans le but de retracer les origines des guerres gréco-persanes, il rédige vers-430 av. J.-C. un texte intitulé Histoires. L'approche d'Hérodote sur le sujet y est assez novatrice, ce qui fait que, dans la société occidentale, il est vu comme celui qui a créé « l'histoire » telle que nous la connaissons aujourd'hui. À ce propos, Tom Holland écrit : « Pour la première fois, un historien s'engage à retracer les origines d'un conflit non pas parce qu'il s'agit d'un conte fabuleux rendant grâce aux dieux, ni le récit du parcours d'un peuple hors du commun, mais plutôt parce qu'il voulait exploiter des informations qu'il pouvait vérifier personnellement »,.
Bien qu'ils aient suivi ses travaux, certains historiens de l'Antiquité tardive critiquent la vision d'Hérodote, comme Plutarque qui, dans son essai De la malignité d'Hérodote, le décrit comme Philobarbaros (partisan des barbares) et lui reproche de ne pas être assez élogieux envers les exploits des Grecs, ce qui suggère qu'Hérodote a choisi cette approche afin de préserver la neutralité de ses travaux. Pendant la Renaissance, une vision négative d'Hérodote se répand dans toute l'Europe, alors qu'à cette époque, il figure parmi les historiens les plus lus. Cependant, depuis le XIXe siècle, sa réputation s'est considérablement améliorée, grâce notamment à des découvertes archéologiques qui ont confirmé à plusieurs reprises sa version des faits. La majorité des historiens modernes vantent la qualité des travaux effectués par Hérodote dans son Histoire, bien que certains détails spécifiques, en particulier le nombre de troupes et les dates, doivent être, selon eux, considérés avec scepticisme. Néanmoins, certains historiens suggèrent qu'Hérodote a largement usé de son imagination lors de l'écriture d'Histoire.
Au Ier siècle av. J.-C., l'historien sicilien Diodore rédige dans sa Bibliothèque historique quelques comptes-rendus des guerres gréco-persanes, en s'inspirant en partie de l'ancien historien grec Éphore de Cumes. Ses travaux sont assez similaires avec ceux d'Hérodote. Les guerres gréco-persanes sont également décrites de façon moins détaillée par Plutarque, Ctésias, ainsi que le dramaturge Eschyle. Par ailleurs, des preuves archéologiques comme la Colonne serpentine soutiennent certains des faits relatés par Hérodote.